# Derbyshire
Derbyshire er et amt (county) i den engelske region East Midlands, hvor en stor del af Peak District National Park befinder sig. Amtet strækker sig over 2.625 km² og har 981.200 indbyggere.
Med 233.700 indbyggere er Derby den største by i Derbyshire efterfuldt af Amber Valley med 118.600 og Chesterfield med 100.000, men ellers består det meste af amtet af tyndtbefolkede landbrugsområder.
Med grænser op til Greater Manchester, West Yorkshire, South Yorkshire, Nottinghamshire, Leicestershire, Staffordshire og Cheshire er Derbyshire beliggende i Englands midte, og huser den gård i England, der ligger fjernest fra havet.
Økonomien i det vestlige Derbyshire er baseret på landbrug, mens man i Bolsover-distriktet i det østlige Derbyshire tidligere baserede økonomien på minedrift.
Byen Repton i det sydlige Derbyshire var en af hovedstæderne i det tidligere Mercia, og flere medlemmer af dets royale familie ligger begravet i byens kirke.
Jakobsstige blev i 2002 valgt som Derbyshires amtsblomst, og i 2006 fik amtet sit eget uofficielle flag.